# Heosemys depressa
La tartaruga della foresta di Arakan (Heosemys depressa Anderson, 1875) è una rarissima specie di tartaruga della famiglia dei Geoemididi.

## Descrizione
Il carapace, che raggiunge una lunghezza di 260 mm, è marrone chiaro. Il piastrone è giallo con macchie o striature tendenti al marrone scuro o al nero che si irradiano su ogni scute. La testa varia in colorazione dal grigio al marrone, il collo e le zampe sono marroni-giallastri. A causa della sua rarità e della recente riscoperta, poco si conosce sul comportamento e biologia di questa specie. Gli individui in cattività sono apparentemente onnivori, nutrendosi di banane, fragole, lattuga, lombrichi e topi.

## Distribuzione e habitat
Endemismo del Myanmar settentrionale dove vive in foreste di bambù sempreverdi e decidue, generalmente vicino a corsi d'acqua permanenti e temporanei. La tartaruga di foresta di Arakan per molto tempo è stata ritenuta estinta, essendo stata vista l'ultima volta in natura nel 1908, fino a quando fu riscoperta nel 1994, quando alcuni esemplari sono stati avvistati in un mercato alimentare cinese.

## Conservazione
La più grande minaccia è la cattura indiscriminata in natura, sia per il consumo locale che per l'esportazione verso i mercati alimentari asiatici, in particolare quelli della Cina e della Thailandia. La perdita e il degrado dell'habitat causati dalla costruzione di strade, dalla deforestazione per far spazio a campi agricoli e la grande raccolta di bambù possono rappresentare ulteriori minacce. Inoltre, la ristretta distribuzione geografica, la bassa densità di popolazione, la tarda insorgenza della maturità sessuale e la bassa capacità riproduttiva rendono questa specie vulnerabile allo sfruttamento eccessivo. Queste minacce combinate hanno condotto la specie sull'orlo dell'estinzione, tanto che è stata ufficialmente riconosciuta nel 2003 come una delle 25 tartarughe più minacciate del mondo.